# Faith Chepngetich Kipyegon
Faith Chepngetich Kipyegon (Bomet, 10 januari 1994) is een Keniaanse atlete, die gespecialiseerd is in de middellange afstand. Ze werd op de 1500 m drievoudig olympisch kampioene, tweevoudig wereldkampioene,
Gemenebestkampioene, wereldkampioene bij de junioren U18 en U20 en bij het veldlopen tweemaal wereldkampioene U20. Ze heeft het wereldrecord mede in handen op de 4 x 1500 m estafette. Ze nam viermaal deel aan de Olympische Spelen.

## Loopbaan

### Successen bij de junioren
Kipyegon was zestien, toen zij in 2010 deelnam aan de wereldkampioenschappen veldlopen voor junioren; zij eindigde bij die gelegenheid op een vierde plaats. Een jaar later werd ze wereldjeugdkampioene U18 en twee jaar later wereldjuniorenkampioene op dit onderdeel.
Op 22-jarige leeftijd maakte ze haar olympisch debuut op de Olympische Spelen van Londen. Ze sneuvelde in de halve finale van de 1500 m met een tijd van 4.08,78.

### Wereldrecord en WK zilver
Haar eerste succes bij de senioren boekte Kipyegon in 2014 door goud te winnen bij de Gemenebestspelen in Glasgow op de 1500 m. In datzelfde jaar kwam ze bij de IAAF World Relays met haar teamgenotes Mercy Cherono, Irene Jelagat en Hellen Obiri uit op de 4 x 1500 m estafette. Het Keniaanse team won een gouden medaille op dit onderdeel en verbeterde en passant het wereldrecord op deze afstand tot 16.33,58.
In 2015 won Kipyegon op de wereldkampioenschappen in Peking op de 1500 m een zilveren medaille. Met een tijd van 4.08,96 eindigde ze achter de Ethiopische Genzebe Dibaba (goud; 4.08,09) en voor de Nederlandse Sifan Hassan (brons; 4.09,34).

### Olympisch kampioene
In 2016 beleefde Faith Kipyegon het grootste succes uit haar carrière door op de Olympische Spelen van Rio de Janeiro kampioene te worden op de 1500 m. Met een tijd van 4.08,92 bleef ze Genzebe Dibaba (zilver; 4.10,27) en de Amerikaanse Jennifer Simpson (brons; 4.10,53) voor.

### Wereldkampioene
In 2017 stond Kipyegon voor de opgave om aan te tonen dat haar olympische titel op de 1500 m in Rio de Janeiro het jaar ervoor geen toevalstreffer was geweest. De Keniaanse begon het jaar veelbelovend met een tweetal Diamond League-overwinningen op de 1500 m in Shanghai en Eugene. Op de WK in Londen leek het voor Kipyegon nochtans een hele toer te gaan worden om ook daar als sterkste voor de dag te komen, want er hadden voorafgaand in 2017 al zes vrouwen de 1500 m binnen de vier minuten gelopen. In de finale in Londen leek het echter op 200 meter voor de finish te gaan tussen haar en Sifan Hassan, met de Britse Laura Muir als goed volgende derde. Maar daar waar Hassan en Muir het tempo niet tot aan de finish konden volhouden, kwamen Jennifer Simpson en de Zuid-Afrikaanse Caster Semenya onweerstaanbaar opzetten. Alleen Kipyegon hield stand en finishte als eerste in 4.02,59, Simpson veroverde met 4.02,76 het zilver en Semenya met 4.02,90 het brons. Hiermee werd Kipyegon de vierde vrouw in de historie die op de 1500 m zowel de olympische als de wereldtitel wist te veroveren.

## Titels
- Olympisch kampioene 1500 m - 2016, 2020, 2024
- Wereldkampioene 1500 m - 2017, 2022, 2023
- Wereldkampioene 5000 m - 2023
- Gemenebestkampioene 1500 m - 2014
- Afrikaans kampioene veldlopen - 2014
- World Relays kampioene 4 x 1500 m - 2014
- Wereldkampioene U20 veldlopen - 2011, 2013
- Wereldkampioene U20 1500 m - 2012
- Wereldkampioene U18 1500 m - 2011

## Persoonlijke records
| Onderdeel | Prestatie            | Datum             | Plaats |
| --------- | -------------------- | ----------------- | ------ |
| 800 m     | 1.57,68              | 25 september 2020 | Doha   |
| 1500 m    | 3.49,04 (WR)         | 7 juli 2024       | Parijs |
| 1 mijl    | 4.07,64 (WR)         | 21 juli 2023      | Monaco |
| 3000 m    | 8.23,55              | 9 mei 2014        | Doha   |
| 5000 m    | 14.05,20 (ex-WR; NR) | 9 juni 2023       | Parijs |

## Palmares

### 800
Diamond League podiumplekken
- 2020:  Doha Diamond League - 1.57,68
- 2021:  Doha Diamond League - 1.58,26

### 1000 m
Diamond League podiumplekken
- 2020:  Herculis - 2.29,15
- 2020:  Memorial Van Damme - 2.29,92

### 1500 m
Kampioenschappen
- 2011:  WK junioren U18 - 4.09,48
- 2012:  WK junioren U20 - 4.04,96
- 2012: 9e in serie OS - 4.08,78
- 2013: 5e WK - 4.05,08
- 2014:  Gemenebestspelen - 4.08,94
- 2015:  WK - 4.08,96
- 2016:  OS - 4.08,92 (in ½ fin. 4.03,95)
- 2017:  WK - 4.02,59
- 2019:  WK - 3.54,22 (NR)
- 2021:  OS - 3.53,11 (OR)
- 2022:  WK - 3.52,96
- 2023:  WK - 3.54,87
- 2024:  OS - 3.51,29 (OR)

Diamond League podiumplekken
- 2016:  Shanghai Golden Grand Prix - 3.56,82
- 2016:  Prefontaine Classic - 3.56,41
- 2017:  Shanghai Golden Grand Prix - 3.59,22
- 2017:  Prefontaine Classic - 3.59,67
- 2017:  Meeting de Paris - 3.57,51
- 2017:  Memorial Van Damme - 3.57,04
- 2023:  Golden Gala te Florence - 3.49,11 (WR)
- 2024:  Meeting de Paris - 3.49,04 (WR)

### 1 Eng. mijl
Diamond League podiumplekken
- 2015:  Memorial Van Damme - 4.16,71
- 2016:  Bislett Games - 4.18,60
- 2023:  Herculis - 4.07,64 (WR)

### 5000 m
Kampioenschappen
- 2023:  WK - 14.53,88

Diamond League podiumplekken
- 2023:  Meeting de Paris - 4.05,20 (WR)

### veldlopen
- 2010: 4e WK junioren in Bydgoszcz - 19.02
- 2011:  WK junioren in Punta Umbria - 18.53
- 2013:  WK junioren in Bydgoszcz - 17.51
- 2014:  Afrikaanse kamp. (8 km) - 25.33,02

### 4 x 1500 m
- 2015:  IAAF World Relays - 16.33,58

## Onderscheidingen
- Wereldatlete van het jaar (baanonderdelen) - 2023

1972: Ljoedmila Bragina ·
1976: Tatjana Kazankina ·
1980: Tatjana Kazankina ·
1984: Gabriella Dorio ·
1988: Paula Ivan ·
1992: Hassiba Boulmerka ·
1996: Svetlana Masterkova ·
2000: Nouria Mérah-Benida ·
2004: Kelly Holmes ·
2008: Nancy Langat ·
2012: Maryam Jamal ·
2016: Faith Kipyegon ·
2020: Faith Kipyegon ·
2024: Faith Kipyegon
1983 Mary Decker ·
1987 Tatjana Samolenko ·
1991 Hassiba  Boulmerka ·
1993 Liu Dong ·
1995 Hassiba  Boulmerka ·
1997 Carla Sacramento ·
1999 Svetlana Masterkova ·
2001 Gabriela Szabó ·
2003 Tatjana Tomasjova ·
2005 Tatjana Tomasjova ·
2007 Maryam Jamal ·
2009 Maryam Jamal ·
2011 Jennifer Simpson ·
2013 Abeba Aregawi ·
2015 Genzebe Dibaba ·
2017 Faith Chepngetich Kipyegon ·
2019 Sifan Hassan ·
2022 Faith Chepngetich Kipyegon ·
2023 Faith Chepngetich Kipyegon
1995 Sonia O'Sullivan ·
1997 Gabriela Szabó ·
1999 Gabriela Szabó ·
2001 Olga Jegorova ·
2003 Tirunesh Dibaba ·
2005 Tirunesh Dibaba ·
2007 Meseret Defar ·
2009 Vivian Cheruiyot ·
2011 Vivian Cheruiyot ·
2013 Meseret Defar ·
2015 Almaz Ayana ·
2017 Hellen Obiri ·
2019 Hellen Obiri ·
2022 Gudaf Tsegay ·
2023 Faith Chepngetich Kipyegon